# Павлюк Микола Артемович
Микола Артемович Павлю́к (нар. 19 грудня 1901, Гайсин — пом. 8 березня 1984, Одеса) — український радянський живописець; член Асоціації революційного мистецтва України, Спілки художників України та Спілки художників СРСР. Батько художника Георгія Павлюка.

## Біографія
Народився 6 [19] грудня 1901 року в місті Гайсині Подільської губернії (тепер Вінницька область, Україна). Потім сім'я проживала в селах Петрашівці, Соболівці Теплицького району. Його батько, Артем Платонович, був залізничником. Микола також працював на станціях Крижополя, Балти, Котовська. В 1923 році, після демобілізації з лав Червоної армії, вступив до Одеського художнього інституту. Навчався в Данила Крайнєва і Павла Волокидіна. Після закінчення інституту у 1930 році працював в Макіївці, потім викладав у Київському та Одеському художньому інститутах.
Під час німецько-радянської війни брав участь у воєнних діях, в обороні Одеси. Після війни брав участь у відбудові і очолив Одеське художнє училище, читав в педінституті імені Ушинського і художньому училищі курс історії мистецтв, композиції, графіки. Серед його учнів — О. Єрмоленко, К. Ломикін, В. Литвиненко, Е. Нейман, В. Філіпенко, Л. Яворський, Г. Павлюк, В. Власов, А. Гавдзинський. Довгий час був відповідальним секретарем Одеської обласної спілки художників.
Жив в Одесі в будинку на вулиці Чкалова, 1, квартира 8. Помер в Одесі 8 березня 1984 року. Похований на Слобідському кладовищі.

## Творчість
Працював в галузі станкового живопису. Картини:
- «Шефи» (1927);
- «Царська воля. 1905 рік» (1929);
- «Окопна правда» (1934);
- «Кінець імперіалістичної війни» (1935);
- «Котовський на чолі партизанського загону» (1937);
- «Приїзд В. І. Леніна до Росії» (1947);
- «Подруги» (1950);
- «Колгоспний агроном» (1952);
- «Родина» (1970);
- «Жовтень на фронті» (1976).

Фреска «Під ярмом царату» в Будинку преси імені М. Коцюбинського в Одесі (1929—1930).
1929 року брав участь у розписах санаторію імені ВУЦВК в Одесі.

### Виставки
Брав участь у виставках:
- Всеукраїнської ювілейній виставці, присвяченій 10-річчю Жовтня (1927 пересувна по містах України);
- 2-й Всеукраїнській художній виставці Наркомосу УСРР (1929, пересувна по містах України);
- 9-й Українській художній виставці (1947 пересувна по містам України);
- 10-й Українській художній виставці в Києві (1949);
- «Мистецтво Радянської України» в Харкові (1936);
- "Ювілейній виставці художників УРСР. 1917—1937 "(1937) в Києві;
- виставці графіки на теми історії ВКП(б) (1940);
- Художньої виставці графіки пам'яті льотчику В. П. Чкалову (1941);
- виставці образотворчого мистецтва УРСР, присвяченій 300-річчю возз'єднання України з Росією (1954) в Москві;
- Одеській обласній художній виставці, присвяченій 300-річчю возз'єднання України з Росією в Одесі (1954)[1].

## Нагороди
- Почесна Грамота Президії Верховної Ради Української РСР[2].